# Professor Zapotec
Il Professor Zapotec è un personaggio immaginario dei fumetti della Disney ideato dall'autore e disegnatore italiano Massimo De Vita nel 1979. Appare per la prima volta in Topolino e l'enigma di Mu. È apparso come protagonista o comprimario in centinaia di storie a fumetti realizzate in vari paesi del mondo.

## Caratteristiche
Di professione archeologo, vive a Topolinia e dirige il Museo Archeologico della città. Coinvolge Topolino e Pippo (e talvolta anche Indiana Pipps) in molte avventure in giro per il mondo alla ricerca di antichi manufatti perduti, o per chiarire grandi misteri della storia. Le sue ricerche sono inoltre spesso il punto di partenza per i viaggi nel tempo di Topolino e Pippo, dal 1985, anno in cui gli viene affiancato il Professor Marlin.
Zapotec ha barba e capelli bianchi, indossa solitamente un completo elegante di colore verde o, in rari casi, un camice bianco (questo di solito è prerogativa del professor Marlin, che è più uno scienziato). Come il professor Enigm, anche lui è molto intelligente ma molto saggio e gentile. Il nome del personaggio ricorda l'omonima civiltà precolombiana degli Zapotechi oppure potrebbe essere il risultato dell'anagramma del cognome boemo Zátopek, portato alla fama dal maratoneta cecoslovacco Emil Zátopek. Sulla sua storia personale non viene mai detto molto: nella storia Topolino e il guasto temporale (1994) afferma di non aver mai avuto il tempo di crearsi una famiglia, tuttavia in quella stessa avventura si scopre che diventerà nonno di un fisico, Zapotec Junior (inoltre nella storia Topolino e l'affare dei guerrieri d'argilla ha un nipote "di zio" chiamato Cirillo, studente universitario).
Collabora spesso con il professor Marlin, di cui è grande amico, ma i due hanno la tendenza a discutere e litigare di continuo: si va dalle accuse di reciproca incompetenza scientifica fino a questioni più frivole (cucina, calcio, musica, ecc). I ricorrenti battibecchi spesso sono la causa di un viaggio con la macchina del tempo per dirimere la questione (in alcuni casi, quando Zapotec e Marlin sono nei paraggi, anche i loro colleghi scienziati sembravano sviluppare la medesima litigiosità, come si vede ad esempio in Topolino e il mistero del mundial scritta da Massimo Marconi nel 1986, oppure Archimede e Pico nemici provvisori, scritta da Bruno Concina e pubblicata nel 1995). Ama la musica classica, soprattutto le opere liriche di Mozart (apprezza anche, per associazione di idee, le palle di Mozart). Disprezza la musica moderna, soprattutto il rock and roll, molto amato invece da Marlin (Topolino e l'eredità di Mozart scritta da Bruno Sarda nel 1991). Tifa Topolinia, la squadra di calcio della città, passione non condivisa da Marlin. La storia Topolino e lo strappo cronospaziale (1993) di Alessandro Sisti ce lo mostra in un possibile futuro, ormai invecchiato: non si dedica più all'archeologia ma alla ricerca di intelligenza extraterrestre.

## La macchina del tempo
Zapotec spesso necessita della macchina del tempo di Marlin per le sue ricerche, ma raramente viaggia nel tempo di persona: di solito demanda a Topolino e Pippo l'aspetto "avventuroso" della ricerca.
La prima apparizione della macchina del tempo è in Topolino e il segreto della Gioconda pubblicato sul n. 1555 di Topolino del 15 settembre 1985. Le poche volte che si reca nel passato, lo fa perché vuole conoscere "dal vivo" i suoi personaggi storici preferiti, come Wolfgang Amadeus Mozart o Pablo Picasso o per cause di "forza maggiore", come in Topolino e il mistero dei Dolmen (Topolino n. 1588 del 1986).